# .ro
Pour les articles homonymes, voir Ro.
.ro est le domaine de premier niveau national (country code top level domain : ccTLD) réservé à la Roumanie. Depuis 2007, environ 250 000 noms de domaines ont été enregistrés sous ce domaine. En juin 2008, il y avait, pour le domaine .ro, autour de 6,8 millions de résultats pour une recherche Google. En juin 2012, on recensait 7 328 000 sites web avec de domaine contre seulement 5 879 000 en avril 2016.

## Sous domaines
- .arts.ro
- .com.ro
- .firm.ro
- .info.ro
- .nom.ro
- .nt.ro
- .org.ro
- .rec.ro
- .store.ro
- .tm.ro
- .www.ro